# 大阪市立我孫子南中学校
大阪市立我孫子南中学校（おおかしりつ あびこみなみ ちゅうがっこう）は、大阪府大阪市住吉区にある公立中学校。我孫子地域の南部を校区とする。
従来の大阪市立我孫子中学校・大阪市立東我孫子中学校の2中学校の校区を再編し、住吉区で8番目の公立中学校として1995年に開校した。

## 概要
1990年代前半に近隣の大阪市立東我孫子中学校が生徒数1000人前後の大規模校となっていたことなどを背景に、「住吉区我孫子地域に中学校の増設が必要」という住民要求が高まった。これを受けて大阪市営地下鉄（現・大阪市高速電気軌道）我孫子検車場跡地の一角に開校した。
校舎には多目的ホールが設置され、地域への開放スペースとして活用することもできるようにしている。またエレベーターを設置していることや、理科室の実験台や家庭科室の調理台に高さ調節が可能な上下可動式を採用していることなど、バリアフリーを考慮した構造となっている。また一部の普通教室と廊下との間の壁は可動式になっていて、オープンスペース教室としての運用も可能となっている。
また、ロビーに校舎建設時に発見された7万〜10万年前のナウマンゾウ・オオツノジカの足跡化石の複製や地層の剥ぎ取り、当時の復元画が展示されている。
他にも山之内遺跡から出土した弥生時代から室町時代の土器・石器、我孫子鋳物師の道具など、中学校の一教室に展示されている。

## 沿革
- 1993年11月11日 - 通学区域が決定。
- 1995年4月1日 - 大阪市立我孫子南中学校として開校。
- 1995年12月2日 - 開校記念式典を実施。

## 通学区域
- 大阪市立依羅小学校と大阪市立苅田南小学校の通学区域。

大阪市住吉区 浅香1丁目・2丁目、我孫子3丁目-5丁目、我孫子東2丁目・3丁目、杉本1丁目-3丁目、山之内元町、苅田8丁目-10丁目、庭井1丁目・2丁目。

## 交通
- Osaka Metro御堂筋線 あびこ駅 南西へ約700m。
- 阪和線 杉本町駅 東へ約900m。